# عصام الدبوس
عصام الدبوس (1962 -)، نائب سابق في مجلس الأمة الكويتي.

## مسيرته النيابية
- شارك في انتخابات مجلس الأمة الكويتي 2003 في الدائرة الرابعة والعشرين، وحصل على المركز الثاني برصيد 2453 صوت وفاز بالانتخابات [1]،
- شارك في انتخابات مجلس الأمة الكويتي 2006 في الدائرة الرابعة والعشرين، وحصل على المركز الثالث برصيد 4158 صوت وخسر الانتخابات [2]
- شارك في انتخابات مجلس الأمة الكويتي 2008 في الدائرة الخامسة، وحصل على المركز التاسع برصيد 10719 صوت وفاز بالانتخابات.[3]

في يناير 2009 أدين عصام الدبوس بتهمة شراء الأصوات وحكم عليه بالسجن لمدة سنتين أو كفالة بقيمة 1000 دينار كويتي لوقف النفاذ. وفي يونيو من نفس العام برأت محكمة الاستئناف عصام الدبوس من تهمة شراء الأصوات.

## أهم الوظائف الذي شغلها
- شغل منصب مساعد مدير إدارة الرقابة في بلدية الكويت فرع محافظة مبارك الكبير[6]
- شغل عضوية مجلس الأمة في عام 2003 عن الدائرة (24الفحيحيل-القرين-المنقف) آنذاك وذلك بـ2453صوتا
- كان عضوا في لجنة الشؤون الخارجية ولجنة المرافق العامة وكان عضواً في لجنة الشباب والرياضة استقال منها بسبب عدم وجود الوقت الكافي للتقسيم بين لجانه وحرصاً منه على الأمانة والقسم.
- في دور الانعقاد الثالث كان مقرر لجنة شؤون الداخلية والدفاع
- في (دور الانعقاد الرابع) فهو عضو في لجنة الشؤون الداخلية والدفاع
- ترشح لعضوية مجلس الأمة في عام 2006
- كما كان عضو مجلس الأمة في عام 2008 إلى أن أقر حل المجلس بتاريخ 18/3/2009م